# George Monbiot

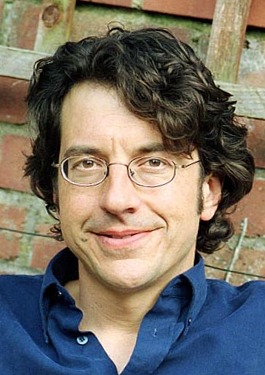
George Monbiot, vor 2019

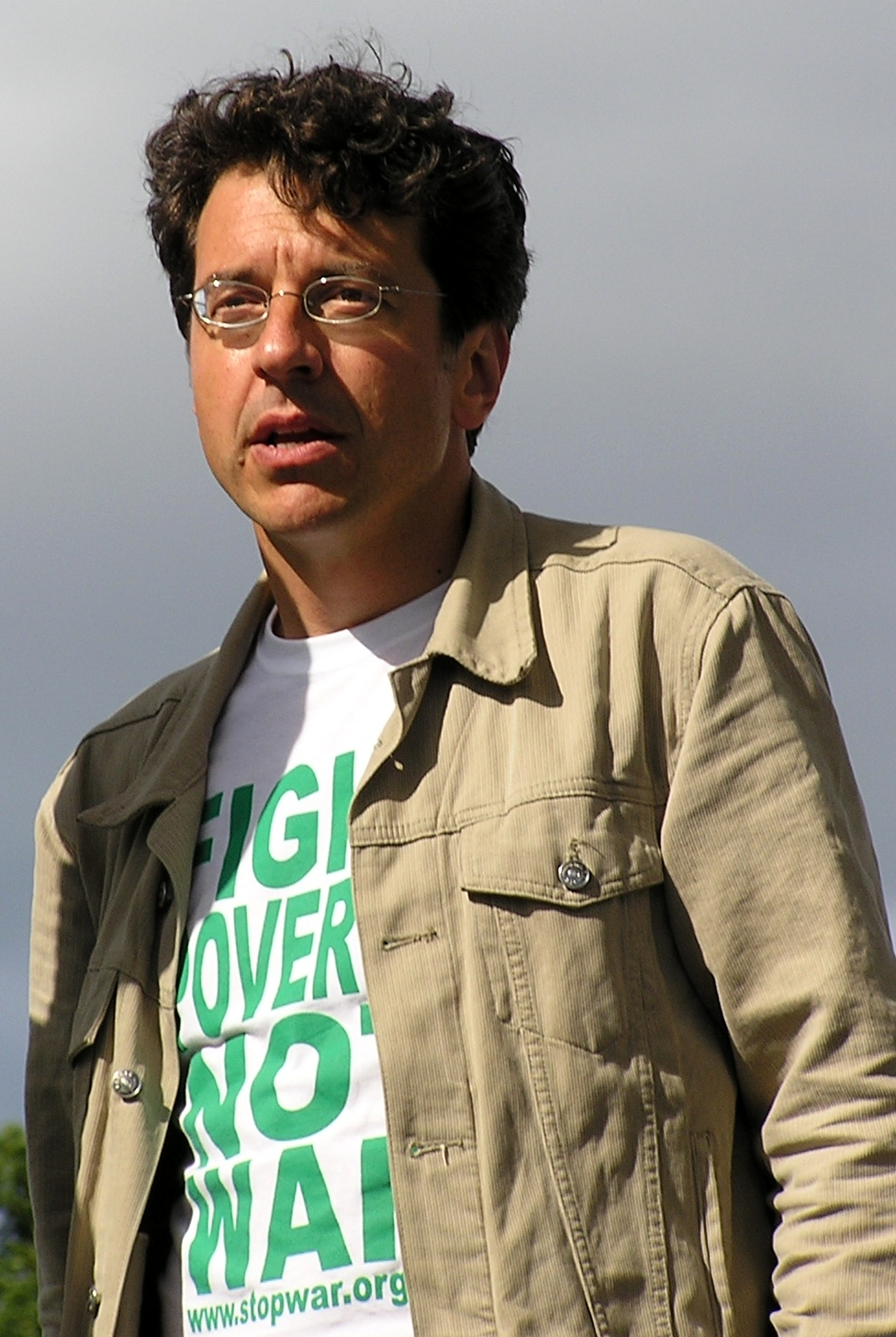
Monbiot bei der Make Poverty History Kundgebung in Schottland

George Joshua Richard Monbiot (* 27. Januar 1963) ist ein britischer Journalist, Autor, Universitätsdozent, Umweltschützer und politischer Aktivist. Seine Kolumne erscheint wöchentlich in der Zeitung The Guardian.

## Leben
George Monbiot kommt aus einem konservativen, begüterten Elternhaus. Sein Großvater Gresham Cooke war bereits ein konservativer Parlamentarier, sein Vater Raymond Monbiot ist stellvertretender Vorsitzender der Conservative Party, seine Mutter Rosalie, ebenfalls Konservative, stand über 10 Jahre dem Bezirk Oxford vor.
Monbiot verbrachte seine Schulzeit an einer Privatschule, der Stowe School in Buckinghamshire. Er studierte anschließend Zoologie am Brasenose College der Universität Oxford.
Nach seiner Graduierung arbeitete Monbiot als investigativer Journalist und reiste im Rahmen seiner Recherchen durch Länder wie Indonesien, Brasilien sowie durch Ostafrika. In Veröffentlichungen, die sich mit seinen Reiseerfahrungen beschäftigen, prangerte er Menschenrechtsverletzungen und Umweltzerstörung in Regionen wie Westneuguinea und dem Amazonasgebiet an. Seine Aktivitäten führten dazu, dass einige Staaten ihn zu einer Persona non grata erklärten und er in Indonesien in Abwesenheit zu einer lebenslangen Haftstrafe verurteilt wurde.
Nach seiner Rückkehr schloss sich Monbiot der globalisierungskritischen Bewegung an. 1995 verlieh ihm Nelson Mandela den Global 500 Award der Vereinten Nationen. Außerdem gewann er den Lloyds National Screenwriting Prize für seinen Spielfilm The Norwegian, den Sony Award für Radioproduktion, den Sir Peter Kent Award und den OneWorld National Press Award.
Monbiot hat – im Rahmen einer Gastprofessur oder auch als Fellow – an den verschiedensten Universitäten gelehrt, beispielsweise an der University of Oxford (Umweltpolitik), der University of Bristol (Philosophie), der Keele University (Politik), der Oxford Brookes University (Fachgebiet Planung) und der University of East London (Umweltwissenschaft). Seit 2023 ist Monbiot Gastwissenschaftler des Internationalen Instituts für Angewandte Systemanalyse (IIASA). Er sitzt außerdem im beratenden Ausschuss des BBC Wildlife Magazine.
Ursprünglich engagierte sich Monbiot zusammen mit George Galloway in der britischen Respect Party, schied jedoch aus, als diese in den Wahlen zum Europaparlament 2004 gegen die Green Party of England and Wales antrat.
Monbiot ist verheiratet mit Angharad Penrhyn Jones. 2012 kam seine zweite Tochter zur Welt.

## Meinungen und Kontroversen
Monbiot hält die globale Erwärmung für eine der wichtigsten Herausforderungen der jetzt lebenden Generation. Er machte deutlich, dass er auch bei der Entscheidung für oder gegen eine Kraftwerkstechnik (inklusive der Kernenergie) oder beim Umgang mit Biokraftstoffen die Emission klimaschädlicher Gase für den entscheidenden Faktor hält.
Diese als Befürwortung der Kernkraft bewertete Stellungnahme führte zu einer heftigen Debatte mit dem britischen Gewerkschaftschef Arthur Scargill. Sein Eintreten für die Nutzung der Kernenergie bekräftigte Monbiot auch nach der Nuklearkatastrophe im japanischen Fukushima.
Im Mai 2008 strengte Monbiot gegen den ehemaligen UN-Botschafter John Bolton eine Jedermann-Festnahme an. Bei dem Anklagevorwurf als Kriegsverbrecher im Irakkrieg bezog er sich auf die britischen Rechtsgrundlagen bei den Nürnberger Prozessen.

## Schriften
Sachbücher und Artikel auf Deutsch
- Nomadenland. Der Überlebenskampf der Nomaden Ostafrikas. (en: 1994) Marino, München 1996, ISBN 3-927527-70-X.
- United People. Manifest für eine neue Weltordnung. (en: 2003) Riemann, München 2003, ISBN 3-570-50046-2.
- Hitze. Wie wir verhindern, dass sich die Erde weiter aufheizt und unbewohnbar wird. (en: 2006) Riemann, München 2007, ISBN 978-3-570-50082-8.
- Verwildert. Die Wiederherstellung unserer Ökosysteme und die Zukunft der Natur, Matthes & Seitz, Berlin 2021, ISBN 978-3-95757-790-0.
- Neuland. Wie wir die Welt ernähren können, ohne den Planeten zu zerstören, Karl Blessing Verlag, 2022, ISBN 978-3-89667-687-0.
- Private Suffizienz, öffentlicher Luxus. In: Communia und BUNDjugend (Hrsg.): Öffentlicher Luxus. Dietz Verlag, Berlin 2023, ISBN 978-3-320-02414-7. Online verfügbar (Open Access als CC BY-NC-ND 3.0)

Bücher auf Englisch
- Poisoned Arrows. An Investigative Journey Through Indonesia. Abacus, 1989, ISBN 0-7181-3153-3.
- Amazon Watershed. Abacus, 1991, ISBN 0-7181-3428-1.
- Mahogany is Murder. Mahogany Extraction from Indian Reserves in Brazil. 1992, ISBN 1-85750-160-8.
- No Man’s Land. An Investigative Journey Through Kenya and Tanzania. Picador, 1994, ISBN 0-333-60163-7.
- Captive State. The Corporate Takeover of Britain. Macmillan, 2000, ISBN 0-333-90164-9.
- Anti-capitalism. A Guide to the Movement. Bookmarks, 2001, ISBN 1-898876-78-9.
- The Age of Consent. A manifesto for a new world order. Flamingo, 2003, ISBN 0-00-715042-3.
- Manifesto for a New World Order. New Press, 2004, ISBN 1-56584-908-6.
- Heat. How to Stop the Planet Burning. Allen Lane, 2006, ISBN 0-7139-9923-3.
- Bring on the Apocalypse. Six Arguments for Global Justice. Atlantic Books, 2008, ISBN 978-1-84354-656-6.
- Regenesis: Feeding the World without Devouring the Planet. Allen Lane, 2022, ISBN 978-0-241-56345-8.
- Mit Peter Hutchinson: The Invisible Doctrine. The Secret History of Neoliberalism (& How It Came to Control Your Life). Allen Lane, 2024, ISBN 978-0-241-63590-2.

Artikel und Vorworte
- Vorwort in:  Belen Balanya: Europe Inc. – Regional and Global Restructuring and the Rise of Corporate Power. Pluto Press, 2003, ISBN 0-7453-2163-1.
- At last, a law to stop almost anyone from doing almost anything. In: Guardian. 6. Januar 2014. (theguardian.com, abgerufen am 11. April 2014)
- Like oil, political courage seems to have peaked. Artikel vom 26. Februar 2008. Auf: Chinadialogue.net. (chinadialogue.net, abgerufen am 11. April 2014)
- The UK's new coal age. Auf: Chinadialogue.net. 3. Januar 2008. (chinadialogue.net, abgerufen am 11. April 2014)
- Fossil fuel-free in 20 years? Auf: Chinadialogue.net. 12. Juli 2007. (chinadialogue.net, abgerufen am 11. April 2014)
- Blind faith in oil growth. Auf: Chinadialogue.net. 8. Juni 2007. (chinadialogue.net, abgerufen am 11. April 2014)
- Interview von Caspar Henderson: Turning up the heat.  Auf: Chinadialogue.net. 2. November 2006. (chinadialogue.net, abgerufen am 11. April 2014)